# Senátní obvod č. 34 – Liberec
Senátní obvod č. 34 – Liberec je podle zákona č. 247/1995 Sb. tvořen částí okresu Liberec, ohraničenou obcemi Heřmanice, Frýdlant, Mníšek, Liberec, Proseč pod Ještědem, Český Dub a Kobyly.
Současným senátorem je od roku 2016 Michael Canov, člen hnutí SLK. V Senátu je členem Senátorského klubu Starostové a nezávislí.

## Senátoři

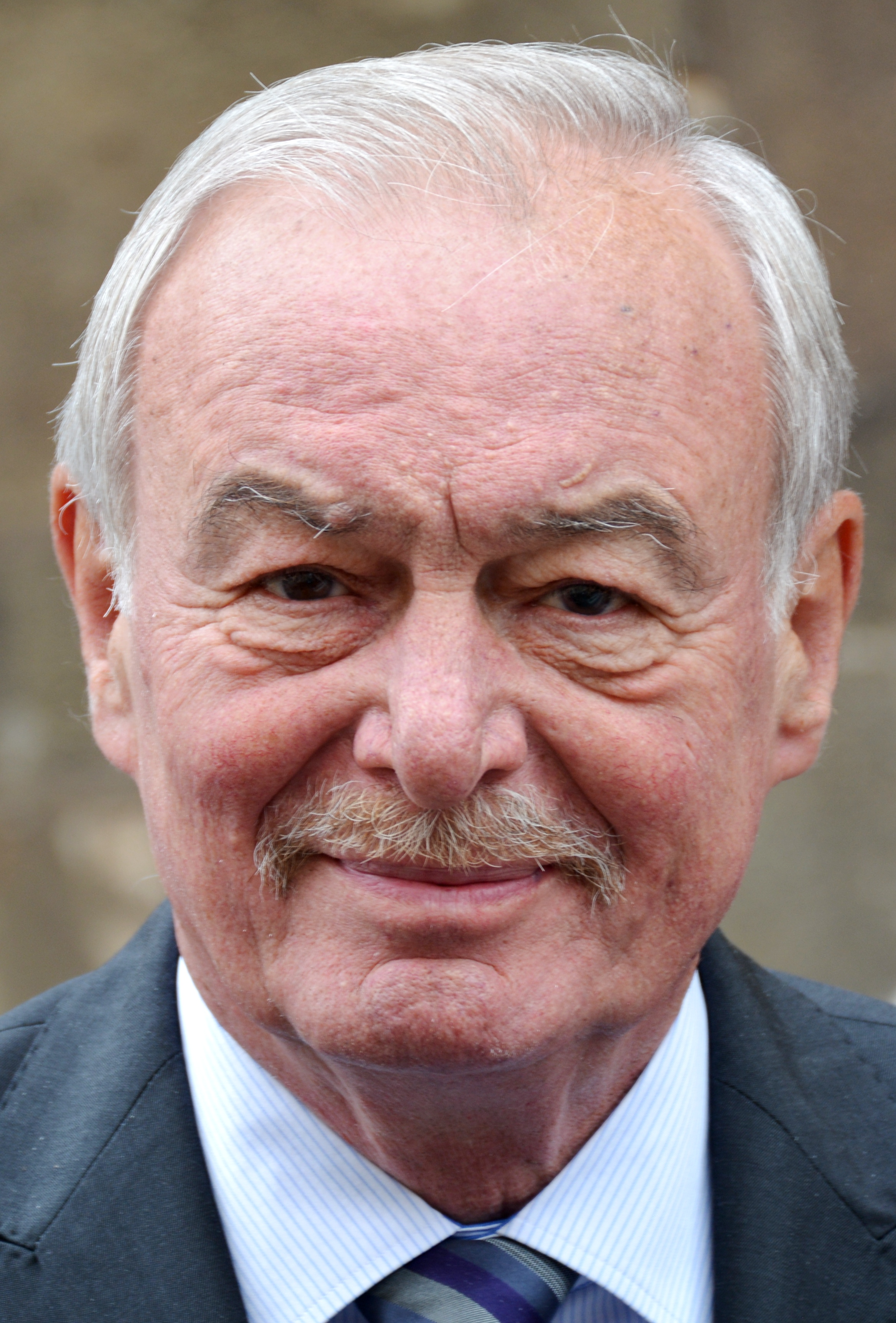
Přemysl Sobotka
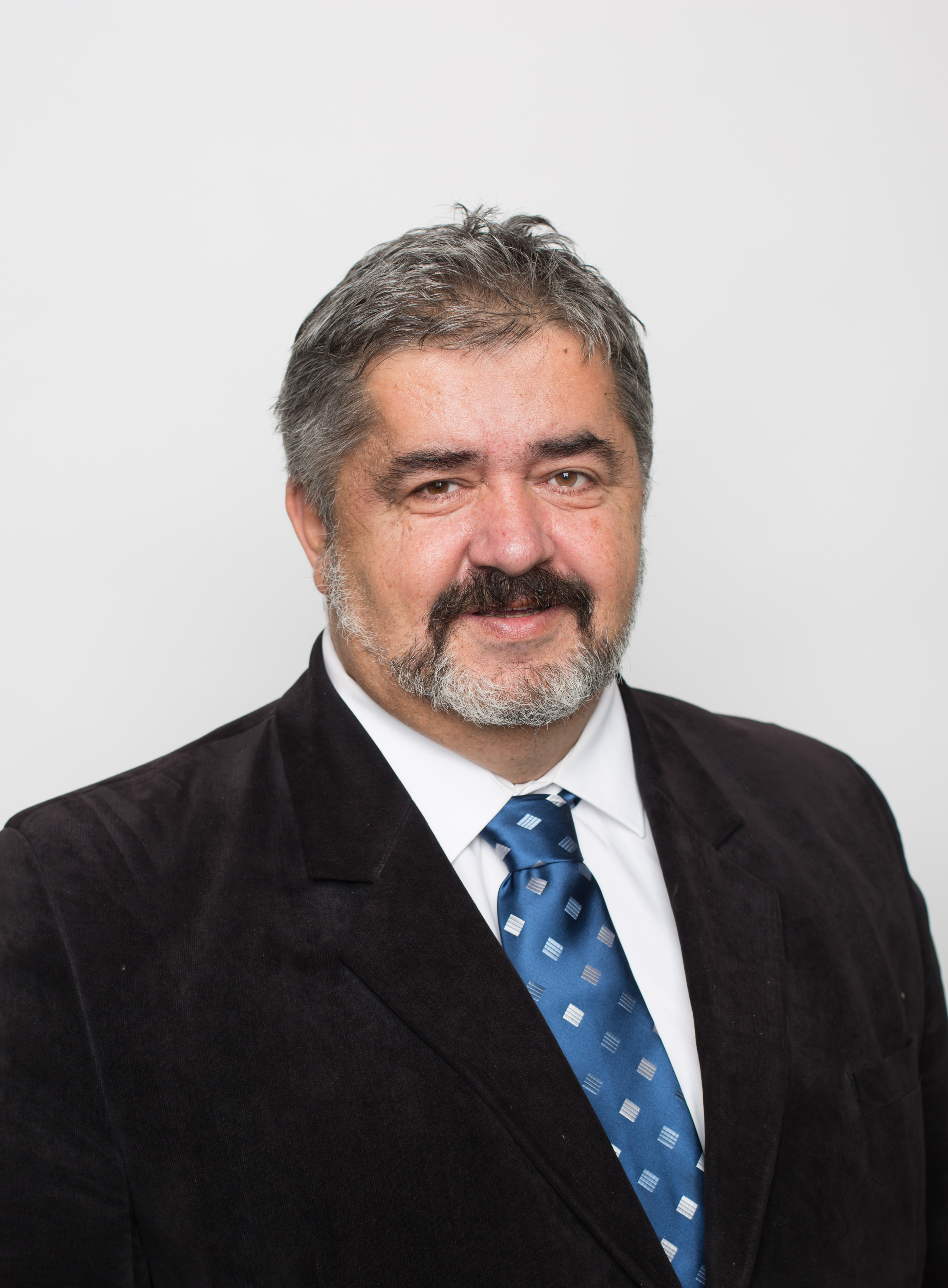
Michael Canov

| Volby | Volby | Senátor               | Volební strana | Navrhující strana | Politická příslušnost | Odkaz  |
| ----- | ----- | --------------------- | -------------- | ----------------- | --------------------- | ------ |
|       | 1996  | MUDr. Přemysl Sobotka | ODS            | ODS               | ODS                   | profil |
| 1998  |       | MUDr. Přemysl Sobotka | ODS            | ODS               | ODS                   | profil |
| 2004  |       | MUDr. Přemysl Sobotka | ODS            | ODS               | ODS                   | profil |
| 2010  |       | MUDr. Přemysl Sobotka | ODS            | ODS               | ODS                   | profil |
|       | 2016  | Ing. Michael Canov    | SLK, STAN      | SLK               | SLK                   | profil |
| 2022  | SLK   | Ing. Michael Canov    | profil         | SLK               | SLK                   |        |

## Volby

### Rok 1996
| Kandidát | Kandidát                      | Volební strana | Navrhující strana | Politická příslušnost | Počet hlasů (1. kolo) | %     | Počet hlasů (2. kolo) | %     |
| -------- | ----------------------------- | -------------- | ----------------- | --------------------- | --------------------- | ----- | --------------------- | ----- |
|          | MUDr. Přemysl Sobotka         | ODS            | ODS               | ODS                   | 13 539                | 37,47 | 19 592                | 56,31 |
|          | PhDr. František Sokol         | ČSSD           | ČSSD              | ČSSD                  | 6 853                 | 18,97 | 15 202                | 43,69 |
|          | Prof. Ing. Zdeněk Kovář, CSc. | KDU-ČSL        | KDU-ČSL           | BEZPP                 | 6 598                 | 18,26 | —                     | —     |
|          | Mgr. Jaroslav Mráz            | NK             | NK                | BEZPP                 | 2 826                 | 7,82  | —                     | —     |
|          | Ing. Karel Hanauer            | KSČM           | KSČM              | BEZPP                 | 2 696                 | 7,46  | —                     | —     |
|          | Mgr. Alois Čvančara           | ODA            | ODA               | ODA                   | 1 638                 | 4,53  | —                     | —     |
|          | Jaroslav Jáč                  | SŽJ            | SŽJ               | SŽJ                   | 1 563                 | 4,33  | —                     | —     |
|          | Ing. Jan Frydrych             | DEU            | DEU               | DEU                   | 417                   | 1,15  | —                     | —     |

### Rok 1998
| Kandidát | Kandidát                          | Volební strana | Navrhující strana | Politická příslušnost | Počet hlasů (1. kolo) | %     | Počet hlasů (2. kolo) | %     |
| -------- | --------------------------------- | -------------- | ----------------- | --------------------- | --------------------- | ----- | --------------------- | ----- |
|          | MUDr. Přemysl Sobotka             | ODS            | ODS               | ODS                   | 12 364                | 34,51 | 12 746                | 58,14 |
|          | doc. RNDr. Václav Pecina, CSc.    | ČSSD           | ČSSD              | ČSSD                  | 7 190                 | 20,7  | 9 176                 | 41,86 |
|          | Pavel Harvánek                    | NK             | NK                | BEZPP                 | 4 845                 | 13,52 | —                     | —     |
|          | doc. MUDr. Bohuslav Svoboda, CSc. | 4KOALICE       | 4KOALICE          | BEZPP                 | 4 821                 | 13,46 | —                     | —     |
|          | Ing. Jaroslav Morávek             | KSČM           | KSČM              | KSČM                  | 3 618                 | 10,10 | —                     | —     |
|          | Mgr. Vladimíra Hoření             | DRS            | DRS               | DRS                   | 2 585                 | 7,21  | —                     | —     |
|          | Jan Horčic                        | PA             | PA                | BEZPP                 | 206                   | 0,57  | —                     | —     |
|          | Josef Krejsa                      | RU             | RU                | BEZPP                 | 200                   | 0,56  | —                     | —     |

### Rok 2004
| Kandidát | Kandidát                | Volební strana | Navrhující strana | Politická příslušnost | Počet hlasů (1. kolo) | %     | Počet hlasů (2. kolo) | %     |
| -------- | ----------------------- | -------------- | ----------------- | --------------------- | --------------------- | ----- | --------------------- | ----- |
|          | MUDr. Přemysl Sobotka   | ODS            | ODS               | ODS                   | 13 737                | 43,29 | 15 876                | 72,54 |
|          | JUDr. Josef Vondruška   | KSČM           | KSČM              | KSČM                  | 4 598                 | 14,49 | 6 008                 | 27,45 |
|          | PaedDr. František Vízek | ČSSD           | ČSSD              | ČSSD                  | 3 879                 | 12,22 | —                     | —     |
|          | MUDr. Miroslav Samek    | NEZ            | NEZ               | NEZ                   | 3 561                 | 11,22 | —                     | —     |
|          | Ing. Lidie Vajnerová    | SZR            | SZR               | BEZPP                 | 2 975                 | 9,37  | —                     | —     |
|          | Ing. Miroslav Chvála    | NK             | NK                | BEZPP                 | 2 664                 | 8,39  | —                     | —     |
|          | Václav Srb              | KČ             | KČ                | KČ                    | 315                   | 0,99  | —                     | —     |

### Rok 2010
| Kandidát | Kandidát                | Volební strana | Navrhující strana | Politická příslušnost | Počet hlasů (1. kolo) | %     | Počet hlasů (2. kolo) | %     |
| -------- | ----------------------- | -------------- | ----------------- | --------------------- | --------------------- | ----- | --------------------- | ----- |
|          | MUDr. Přemysl Sobotka   | ODS            | ODS               | ODS                   | 17 344                | 36,97 | 17 656                | 54,06 |
|          | Mgr. Stanislav Eichler  | ČSSD           | ČSSD              | ČSSD                  | 12 330                | 26,28 | 15 003                | 45,93 |
|          | MUDr. Jan Marušiak PhD. | TOP 09         | TOP 09            | TOP 09                | 6 530                 | 13,92 | —                     | —     |
|          | MUDr. Zuzana Chytrá     | Suverenita     | Suverenita        | BEZPP                 | 3 117                 | 6,64  | —                     | —     |
|          | Ing. Milan Erbert       | KSČM           | KSČM              | KSČM                  | 2 877                 | 6,13  | —                     | —     |
|          | MUDr. Zdeněk Kubr       | VV             | VV                | BEZPP                 | 2 228                 | 4,75  | —                     | —     |
|          | Leoš Škoda              | SOS            | SOS               | SOS                   | 1 289                 | 2,74  | —                     | —     |
|          | Milan Drobný            | SPOZ           | SPOZ              | SPOZ                  | 821                   | 1,75  | —                     | —     |
|          | Ing. Zdeněk Joukl       | ALTERNATIVA    | ALTERNATIVA       | BEZPP                 | 369                   | 0,78  | —                     | —     |

### Rok 2016
| Kandidát | Kandidát                      | Volební strana | Navrhující strana | Politická příslušnost | Počet hlasů (1. kolo) | %     | Počet hlasů (2. kolo) | %     |
| -------- | ----------------------------- | -------------- | ----------------- | --------------------- | --------------------- | ----- | --------------------- | ----- |
|          | Ing. Michael Canov            | SLK, STAN      | SLK               | SLK                   | 18 698                | 45,31 | 16 579                | 80,19 |
|          | Marek Vávra                   | ANO            | ANO               | BEZPP                 | 6 351                 | 15,39 | 4 096                 | 19,81 |
|          | Mgr. Jan Korytář              | „Změna“        | „Změna“           | „Změna“               | 4 515                 | 10,94 | —                     | —     |
|          | MUDr. Petr Hromádka           | TOP 09         | TOP 09            | BEZPP                 | 2 668                 | 6,46  | —                     | —     |
|          | Pavel Ploc                    | ČSSD           | ČSSD              | ČSSD                  | 2 382                 | 5,77  | —                     | —     |
|          | Mgr. Jaroslav Havelka         | KSČM           | KSČM              | KSČM                  | 2 291                 | 5,55  | —                     | —     |
|          | Ing. Lidie Vajnerová, MBA     | NBPLK          | NBPLK             | BEZPP                 | 2 003                 | 4,85  | —                     | —     |
|          | Ing. Martina Bufková Rychecká | ODS            | ODS               | BEZPP                 | 1 810                 | 4,39  | —                     | —     |
|          | Ing. Mgr. Petr Černý          | NOS            | NOS               | NOS                   | 551                   | 1,34  | —                     | —     |

### Rok 2022
Ve volbách v roce 2022 obhajoval svůj mandát za SLK senátor Michael Canov. Mezi jeho tři vyzyvatele patřili ředitel muzea a publicista Svatopluk Holata z SPD, náměstkyně primátora pro rozvoj a dotace města Liberec Radka Loučková Kotasová z hnutí ANO a manažerka projektů obecně prospěšné společnosti Martina Motshagen, která byla kandidátkou koalice SPOLU (ODS, KDU-ČSL, TOP 09).
První kolo vyhrál s 43,51 % hlasů Michael Canov, do druhého kola s ním postoupila Radka Loučková Kotasová, která obdržela 26,36 % hlasů. Druhé kolo vyhrál s 66,34 % hlasů Michael Canov.
| Kandidát | Kandidát                     | Volební strana       | Navrhující strana | Politická příslušnost | Počet hlasů (1. kolo) | %     | Počet hlasů (2. kolo) | %     |
| -------- | ---------------------------- | -------------------- | ----------------- | --------------------- | --------------------- | ----- | --------------------- | ----- |
|          | Ing. Michael Canov           | SLK                  | SLK               | SLK                   | 19 613                | 43,51 | 14 000                | 66,34 |
|          | Ing. Radka Loučková Kotasová | ANO                  | ANO               | ANO                   | 11 881                | 26,36 | 7 101                 | 33,65 |
|          | Martina Motshagen            | KDU-ČSL, ODS, TOP 09 | ODS               | ODS                   | 7 069                 | 15,68 | —                     | —     |
|          | Svatopluk Holata             | SPD                  | SPD               | SPD                   | 6 504                 | 14,43 | —                     | —     |

## Volební účast
|  | nejvyšší volební účast |  | nejnižší volební účast |

| Rok  | % (1. kolo) | % (2. kolo) |
| ---- | ----------- | ----------- |
| 1996 | 33,91       | 32,55       |
| 1998 | 36,03       | 20,11       |
| 2004 | 30,97       | 19,71       |
| 2010 | 42,86       | 28,58       |
| 2016 | 37,48       | 18,04       |
| 2022 | 41,37       | 18,75       |